# Liste der Bodendenkmäler in Schönau (Rottal)
Auf dieser Seite sind die Bodendenkmäler in der niederbayerischen Gemeinde Schönau zusammengestellt. Diese Tabelle ist eine Teilliste der Liste der Bodendenkmäler in Bayern. Grundlage ist die Bayerische Denkmalliste, die auf Basis des Bayerischen Denkmalschutzgesetzes vom 1. Oktober 1973 erstmals erstellt wurde und seither durch das Bayerische Landesamt für Denkmalpflege geführt wird. Die folgenden Angaben ersetzen nicht die rechtsverbindliche Auskunft der Denkmalschutzbehörde.

## Bodendenkmäler der Gemeinde Schönau

### Bodendenkmäler in der Gemarkung Schönau
| Lage               | Objekt | Akten-Nr.     | Bild |
| ------------------ | --- | ------------- | ---- |
| Schönau (Standort) | Bestattungsplatz der mittleren Bronzezeit bzw. der späten Bronzezeit und der frühen Urnenfelderzeit.                                                                                                 | D-2-7542-0126 |      |
| Schönau (Standort) | Ringwall des frühen Mittelalters (Römerschanze). | D-2-7543-0032 |      |
| Schönau (Standort) | Untertägige mittelalterliche und frühneuzeitliche Befunde und Funde im Bereich des Schlosses Schönau und seiner Vorgängerbauten mit barocker Gartenanlage. Siehe auch: Wasserschloss Schönau         | D-2-7543-0033 |      |
| Schönau (Standort) | Grabhügel vorgeschichtlicher Zeitstellung. | D-2-7543-0034 |      |
| Schönau (Standort) | Verebnete Grabhügel vorgeschichtlicher Zeitstellung. | D-2-7543-0035 |      |
| Schönau (Standort) | Untertägige spätmittelalterliche und frühneuzeitliche Befunde und Funde im Bereich der Katholischen Pfarrkirche St. Stephan von Schönau und ihrer Vorgängerbauten. Siehe auch: St. Stephan (Schönau) | D-2-7543-0038 |      |
| Schönau (Standort) | Hofwüstung der frühen Neuzeit (Kühbach). | D-2-7543-0097 |      |

### Bodendenkmäler in der Gemarkung Unterhöft
| Lage                 | Objekt | Akten-Nr.     | Bild |
| -------------------- | --- | ------------- | ---- |
| Unterhöft (Standort) | Verebneter Niederungsburgstall des hohen oder späten Mittelalters. | D-2-7442-0080 |      |
| Unterhöft (Standort) | Verebneter Grabhügel vorgeschichtlicher Zeitstellung. | D-2-7443-0083 |      |
| Unterhöft (Standort) | Grabhügel vorgeschichtlicher Zeitstellung. | D-2-7542-0025 |      |
| Unterhöft (Standort) | Vogelherd des späten Mittelalters oder der frühen Neuzeit. | D-2-7542-0026 |      |
| Unterhöft (Standort) | Verebneter Burgstall des hohen oder späten Mittelalters. | D-2-7542-0027 |      |
| Unterhöft (Standort) | Siedlung vor- und frühgeschichtlicher Zeitstellung. | D-2-7542-0028 |      |
| Unterhöft (Standort) | Untertägige mittelalterliche und frühneuzeitliche Befunde und Funde im Bereich der Katholischen Wallfahrtskirche St. Erasmus in Heiligenberg mit Kirchhof und Friedhofskapelle. Siehe auch: St. Erasmus (Heiligenberg) | D-2-7542-0066 |      |
| Unterhöft (Standort) | Untertägige spätmittelalterliche und frühneuzeitliche Befunde und Funde im Bereich der Katholischen Filialkirche St. Nikolaus in Kleinmünchen. Siehe auch: St. Nikolaus (Kleinmünchen)                                 | D-2-7542-0109 |      |
| Unterhöft (Standort) | Untertägige frühneuzeitliche Befunde und Funde im Bereich der Katholischen Filialkirche St. Andreas in Unterhöft und ihres Vorgängerbaus. Siehe auch: St. Andreas (Unterhöft)                                          | D-2-7542-0110 |      |
| Unterhöft (Standort) | Bestattungsplatz der späten Latènezeit. | D-2-7542-0128 |      |
| Unterhöft (Standort) | Bestattungsplatz der späten Bronzezeit. | D-2-7542-0129 |      |

### Bodendenkmäler in der Gemarkung Unterzeitlarn
| Lage                     | Objekt | Akten-Nr.     | Bild |
| ------------------------ | --- | ------------- | ---- |
| Unterzeitlarn (Standort) | Siedlung der Latènezeit. | D-2-7443-0085 |      |
| Unterzeitlarn (Standort) | Untertägige mittelalterliche und frühneuzeitliche Befunde und Funde im Bereich der Katholischen Filialkirche St. Ägidius in Unterzeitlarn. Siehe auch: St. Ägidius (Unterzeitlarn)                                                                                    | D-2-7443-0121 |      |
| Unterzeitlarn (Standort) | Hofwüstung der frühen Neuzeit (Kagern). | D-2-7443-0162 |      |
| Unterzeitlarn (Standort) | Hofwüstung der frühen Neuzeit (Schneiderwimm). | D-2-7443-0163 |      |
| Unterzeitlarn (Standort) | Hofwüstung der frühen Neuzeit (Siglacker). | D-2-7443-0164 |      |
| Unterzeitlarn (Standort) | Untertägige mittelalterliche und frühneuzeitliche Befunde im Bereich des Burgstalls und späteren Pfarrhofes in Bruck mit Katholischen Kirche St. Johannes Baptist, ehemalige Pfarrkirche von Schönau, jetzt Pfarrhofkapelle. Siehe auch: St. Johannes Baptist (Bruck) | D-2-7543-0068 |      |
| Unterzeitlarn (Standort) | Archäologische Befunde und Körpergräber des Mittelalters und der frühen Neuzeit im Bereich der 1953 abgebrochenen Katholischen Filialkirche St. Peter in Peterskirchen. Siehe auch: St. Peter (Peterskirchen)                                                         | D-2-7543-0104 |      |